# Heidi Deneweth
Heidi Deneweth (Brugge, 1961) is een Belgisch historica. Zij was tot februari 2024 actief bij onderzoeksgroep SHOC.

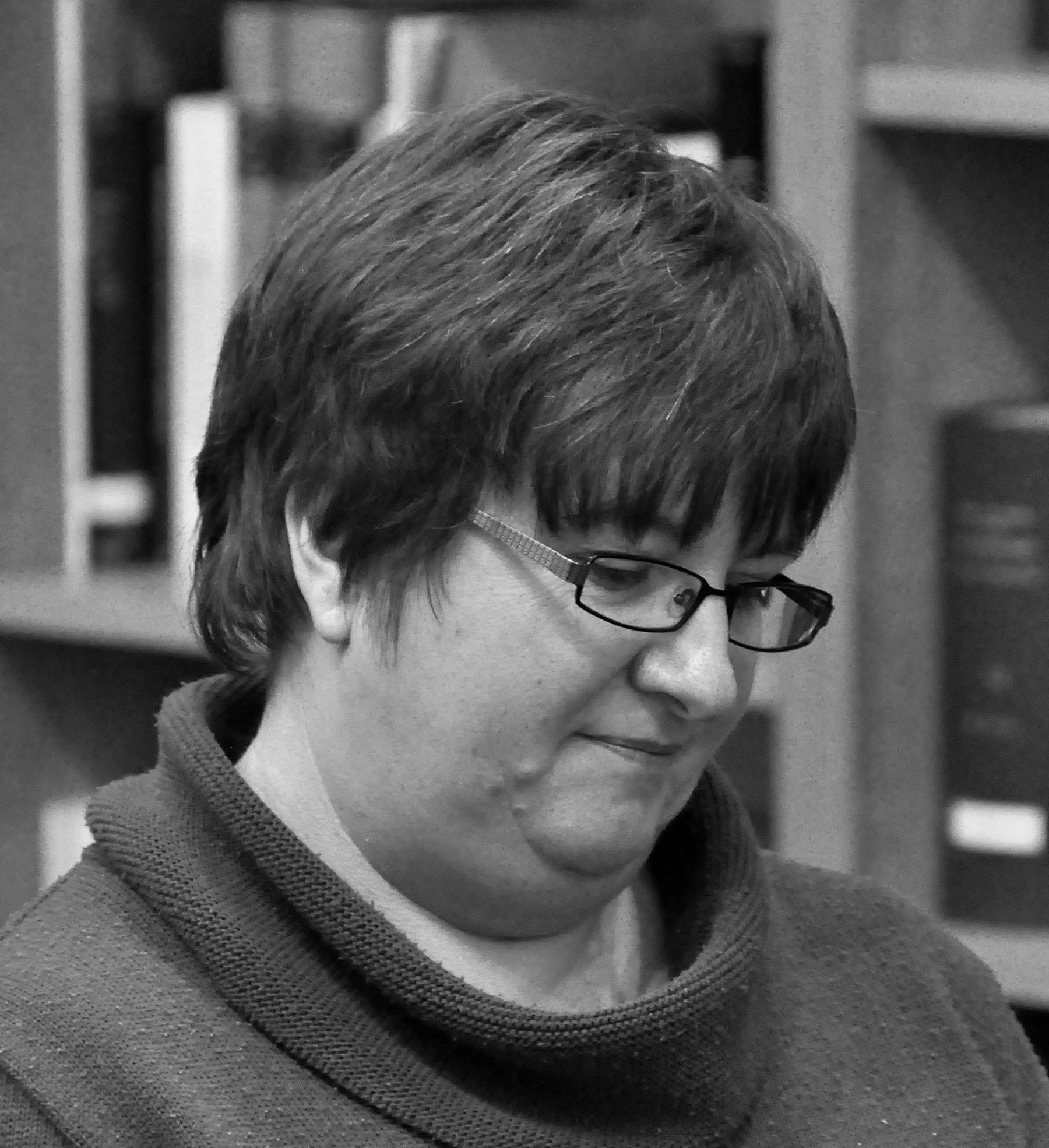
Heidi Deneweth

## Levensloop
Deneweth doorliep de humaniora in het Sint-Andreasinstituut aan de Garenmarkt in Brugge (richting Grieks-Wiskunde). In 1983 studeerde ze af aan de Rijksuniversiteit Gent als licentiate in de geschiedenis met de thesis Criminaliteit als bron voor sociale geschiedenis te Brugge gedurende de eerste helft van de 17de eeuw. De rol van vrouwen in misdaad en samenleving.
Na enkele jaren in het bedrijfsleven werd ze bibliotheek-assistente in de openbare bibliotheek van Deinze en vervolgens bibliothecaris bij de Alliance of European Lawyers in Brussel. Ze behaalde het graduaat Bibliotheekwezen en Documentaire Informatiekunde met de thesis Werken met enkele lopende EG-publikaties in een speciale bibliotheek: casus de Bibliotheek en Opinion-File van Boden, De Bandt, De Brauw, Jeantet, Lagerlöf, Uria te Brussel.
Vanaf 1994 nam ze de draad van de geschiedenis weer op. Ze werd actief lid en later begeleider van de werkgroep Huizenonderzoek van de vzw Levend Archief in Brugge, verrichtte historisch vooronderzoek voor diverse archeologische onderzoeken in Brugge (Raakvlak) en publiceerde over huizengeschiedenis en stadsontwikkeling.
In 2008 promoveerde ze aan de Vrije Universiteit Brussel met het proefschrift Huizen en mensen. Wonen, verbouwen, investeren en lenen in drie Brugse wijken van de late middeleeuwen tot de negentiende eeuw (promotor Prof. dr. Hugo Soly). Ze werd vervolgens doctor-assistent aan de Vrije Universiteit Brussel in een project dat de studie onderneemt van Migranten-arbeiders op pre-industriële arbeidsmarkten. Aan de Universiteit Utrecht is ze verbonden als postdoc onderzoeker binnen het project Evolutie van de financiële markten in het pre-industriëler Europa.
Interessegebieden zijn: stadsontwikkeling, arbeidsmarkt, vastgoedmarkt, financiële markt, investeringen, gender, Nederlanden, vroegmoderne periode en negentiende eeuw.
Heidi Deneweth maakt sinds 2008 deel uit van de algemene vergadering van het Genootschap voor Geschiedenis te Brugge.
Ter ere van haar pensioen kreeg Heidi op 20 februari 2024 een plechtige huldiging van haar collega’s van de Vrije Universiteit Brussel. In aanwezigheid van haar vrienden en familie werden haar strafste wapenfeiten gevierd en mooie herinneringen boven gehaald.   

## Publicaties
- Hekserij of travestie? Nee, homofilie! Een proces over twee lesbische vrouwen in de 17de eeuw'’, in: Spiegel Historiael, XXI, 1986, 12, pp. 533-537
- De Oude Steen. Bouw- en bewoningsgeschiedenis van het huis aan de Wollestraat 29 in Brugge, Zellik, 1997 (Leven in Oude Huizen, 1) (in samenwerking met Jan D’hondt en Ludo Vandamme).
- 2000 jaar Brugge, de Bruggelingen en hun dagelijks leven, Zwolle, 1998 (Waar is de tijd? 7)
- 2000 jaar Brugge, de Bruggelingen en hun armen en zieken, Zwolle, 1998 (Waar is de tijd? 13) (in samenwerking met Jan Esther)
- Een verdwenen middeleeuwse wijk tussen Koningstraat, Boomgaardstraat en Verversdijk, in: Brugs Ommeland, XL, 2000, 3, pp. 143-168 (in samenwerking met Yvette Kemel).
- Een huis in Brugge. Vademecum voor de historische studie van woningen, eigenaars en bewoners, Brugge, 2001 (Leven in Oude Huizen, 3) (in samenwerking met Jan D’hondt en Kathleen Leenders).
- Van De Mane tot Sint Anthuenis: een stuk Verversdijk in geuren en kleuren, in: Brugs Ommeland, XLII, 2002, 4, pp. 219-242 (in samenwerking met Yvette Kemel).
- Meerdere bijdragen in: V. Vermeersch (ed.), Brugge, Antwerpen, 2002 (Steden in Europa / o.l.v. Jean Dethier), pp. 86-123, 162-164, 174-176, 181, 192-193, 198-203.
- Spanningen tussen geestelijke dochters, families en geestelijke leiders te Brugge (17de en 18de eeuw), in: HGG, CXLI, 2004, 1-2, pp. 100-140.
- Iedereen gelijk voor de wet? Juridisch statuut van vrouwen in de late middeleeuwen en de nieuwe tijden, in: Jaarboek West-Vlaamse Gidsenkring 2004, pp. 55-69.
- De verkaveling van het Prinsenhof in de 17de eeuw, in: B. Hillewaert en E. Van Besien (eds), Het Prinsenhof in Brugge, Brugge, 2007, pp. 82-87. (in samenwerking met Jan D’hondt)
- The economic situation and its influence on building and renovating in Bruges, 16th-18th centuries'’, in: MEFRIM (Mélanges de l’Ecole Française de Rome. Italie et Méditerrannée), 119/2, 2007, pp. 537–550.
- De wisselwerking tussen bouwtechnische veranderingen en evoluerende samenlevingsvormen in drie Brugse buurten, late middeleeuwen tot negentiende eeuw, in: J. D’hondt (ed.), Huizenonderzoek & Stadsgeschiedenis. Colloquium Brugge 28 november 2008, Brugge, 2009 (Leven in Oude Huizen, VII), pp. 41–55.
- Een demografische knoop ontward? Brugse bevolkingscijfers voor de vroegmoderne tijd, in: HGG, CXLVI, 2010, 1.
- Verder ook bijdragen in Archiefleven, Biekorf en Brugs Ommeland.

- Gemeinsame Normdatei: 1229636765
- International Standard Name Identifier: 0000 0003 9669 6489
- Nationale Bibliotheek van Tsjechië: jo20211117202
- Nationale Bibliotheek van Israël: 987007407486505171
- Système universitaire de documentation: 225430363
- Virtual International Authority File: 1343153532497648820000